# 聖母訪問会 (1915年創立)
聖母訪問会 (1915年創立)（せいぼ・ほうもんかい）は、アルベルト・ブルトンの指導によりアメリカサンフランシスコで創設されたカトリック教会の女子修道会。1925年（大正15年）5月8日、聖会法による東京教区付の修道会への昇格が認められ、1942年（昭和17年）12月18日、ローマ教皇庁立修道会としての期限付き許可を受け、ローマ直轄の最初の邦人女子修道会となった。

## 初期活動―本部福岡移転まで
エミール・ラゲは、来日直後の黒島、平戸、馬渡島での活動の傍ら、1886年（明治19年）より平戸の田崎愛苦会を霊的物的に援助。同会の会則を起草した。
1907年（明治40年）鹿児島主任時代に、洋式修道院を建設し、田崎愛苦会の女性信者数名を招き教育に携わった。愛苦会の程度を高めて、布教事業の良き協力者に育てるためであった。
1910年（明治43年）1月6日、御訪問の愛苦会を結成する。
1914年（明治44年）ラゲは浦上天主堂の主任司祭となり転任し、愛苦会員らは各所で適当な職に就き4、5年働いていた。
1915年（大正4年）2月20日、御訪問の愛苦会の4名の修道女が、当時北米カリフォルニア州の日本移民の間で活動していたブルトン神父の依頼で渡米することとなった。ラゲは宅地を売却し、約3,000円を会の基本金として持参させた。同年3月23日、4名はサンフランシスコ埠頭でブルトン神父と出会い、のちに聖母訪問会となる集団が事実上始動した。そのあとを追って10名の会員らが渡米し、育児院「シスターズ・ホーム」、幼稚園、小学校をサンフランシスコ、ロサンゼルス、シアトルに開設する事業に関与した。
1921年（大正10年）6月1日、愛苦会員らはブルトン神父とともに日本に帰った。愛苦会員らは同年8月21日、早坂京子の家を借りて仮修道院を設置。
1923年（大正12年）、竹下医師の協力で「診療所」を開始。
1924年（大正13年）6月1日、東京の大井町鹿島谷に聖マリア医院を設立し、看護師養成所も併置した。さらに大阪商工会議所会頭である稲畑勝太郎の大井町社宅1棟を無料で借りた。ブルトン司教の指導により、この愛苦会員らの集団は、1925年（大正14年）5月8日、聖会法による東京教区付の修道会への昇格が認められ、1926年（大正15年）1月6日、東京教区立修道会「日本訪問童貞会」として設立された。その後、同会は1926年（大正15年）10月、結核患者のために鎌倉市大町に小さな家を借りて病院を開設した。
1927年（昭和2年）2月、聖マリア医院を聖マリア共同病院と改称。東京の大森教会隣りに移した。
1928年（昭和3年）七里ヶ浜に土地を購入、1929年（昭和4年）4月3日、七里が浜療養所（現在の聖テレジア療養所）開設。一方、1929年（昭和4年）2月、稲畑邸借家にて修練院設置。同年4月21日、七里が浜聖テレジア修道院設置。
1930年（昭和5年）4月5日、教会付設の鎌倉聖母園開園。教会付設の横浜若葉町聖ミカエル天使園に姉妹派遣。
1931年（昭和6年）11月17日、修練院、福岡に移転。このことがローマ聖座に承認されて、さらに1932年（昭和7年）1月20日、本部修道院も福岡市本町の民家借家に移転。

## 基本沿革
1941年（昭和16年）5月、ブルトン司教は訪問会を教皇庁立修道会にするためローマに認可申請した。
1942年（昭和17年）12月18日、期限付き許可が出た。このことによりローマ直轄の最初の邦人女子修道会となった。この間1942年（昭和17年）10月に、聖母マリアが聖エリサベトを訪問した愛徳にならい神と人とに愛と奉仕をすることを目的として「聖母訪問会」の呼称を採用し、財団法人聖母訪問会が発足した。
1950年（昭和25年）12月18日、日本訪問童貞会が教皇立修道会として正式認可される。
1952年（昭和27年）5月、財団法人聖母訪問会を社会福祉法人に変更。
1953年（昭和28年）10月1日、法人法に基づき、「宗教法人訪問童貞会」と法人名を変更。
1966年（昭和41年）4月1日、会の名称を「聖母訪問会」と改称。

## 修道院の変遷
1933年（昭和8年）5月28日、福岡県行橋市に「新田原修道院」設置。
1935年（昭和10年）6月、福岡県大刀洗町に「今村修道院」設置。
1938年（昭和13年）3月、佐賀県呼子町に「呼子修道院」設置。
1939年（昭和14年）3月27日、静岡県西深町に「静岡修道院」設置。
同年9月20日、上京区に「京都修道院」本部支部設置。
1942年（昭和17年）7月、呼子・馬渡・今村の各支部と事業を引き揚げる。
同月、滋賀県草津町に「草津修道院」設置。同年12月18日、鎌倉市に「モンタナ修道院」設置。
1944年（昭和19年）3月17日、福岡市に「大濠修道院」設置。本部修道院と修練院を教区神学校に提供し、大濠に移転。
同年8月、大森修道院及び聖マリア寮を日立製作所に売却。
同年12月、モンタナ修道院で疎開児童を受け入れる。
1950年（昭和25年）2月28日、東京都千代田区のローマ教皇施設館内に「東京修道院」設置。
同年12月2日、聖ヨゼフ病院内に「聖ヨゼフ修道院」設置。
1954年（昭和29年）1月4日、兵庫県三田市に「三田修道院」を設置。
1956年（昭和31年）4月1日、長野県岡谷市に「岡谷修道院」本部支部発足。
1957年（昭和32年）5月30日、熊本県河浦町に「崎津修道院」大濠支部発足。
1962年（昭和37年）7月27日、熊本県玉名市に「玉名修道院」本部修道院支部発足。
同年9月1日、千葉県茂原市に「茂原修道院」本部修道院支部として発足。
1963年（昭和38年）3月13日、釧路市に「釧路修道院」発足。同年4月、中京区に「京都修道院」設置。
1966年（昭和41年）8月1日、大田区山王に「山王修道院」設置。
1968年（昭和43年）4月、品川区大井に「大井修道院」設置。
1970年（昭和45年）4月6日、長崎県佐世保市に「相浦修道院」設置。
同月、鎌倉市に「大船修道院」設置。
同月、京都府舞鶴市に「天台修道院」設置。
1975年（昭和50年）8月、「七里が浜第一修道院」（高齢化対策）新築。
1977年（昭和52年）1月、フィリピンに「イサベラ修道院」本部付属として発足。
同年4月、カリフォルニアの「ストックトン修道院」本部付属として発足。
1978年（昭和53年）3月18日、熊本県に「大江修道院」崎津修道院分院として発足。
1980年（昭和55年）1月、沖縄県竹富町に「西表修道院」本部支部発足。
同年4月、長崎県時津町に「時津修道院」本部支部設置。
同月、宮城県角田市に「角田修道院」本部支部として発足。
同月、「サンフランシスコ修道院」設置。
1981年（昭和56年）2月、「マニラ修道院」設置。
1984年（昭和59年）3月15日、長崎県佐世保市に「相浦修道院」設置。
同年4月、沖縄県石垣市に「石垣修道院」本部支部として発足。
1986年（昭和61年）4月、京都府に「網野修道院」本部支部発足。
1991年（平成3年）4月、石垣修道院、伊野田の巡回教会を借りて移転。
1994年（平成6年）6月16日、「七里が浜介護修道院」新築。

## 子どものために
1921年（大正10年）9月5日、東京大井町稲畑邸借家前庭にてバラック設置による「訪問園」開園。
同年11月3日に「英和幼稚園」と改名。
1923年（大正12年）9月1日、関東大震災。
1924年（大正13年）3月23日、英和幼稚園、内科診療所仮施設で再開。
1930年（昭和5年）4月5日、教会付設の「鎌倉聖母園」開園。また、横浜若葉町の教会付設「聖ミカエル天使園」に姉妹派遣。
1932年（昭和7年）4月5日、京都府宮津市の「宮津裁縫伝習所」（現在の京都暁星高等学校）がパリ外国宣教会ルイ・ルラーブ神父から訪問童貞会に移管される。
同年9月1日、京都府舞鶴市の「舞鶴裁縫女学院」（現在の日星高等学校）がパリ外国宣教会アノージュ神父から訪問童貞会に移管される。
1932年（昭和7年）9月、京都府の舞鶴修道院に「聖母園」併設。
同月、福岡市に幼稚園「大名町聖母園」を開設。
1934年（昭和9年）9月7日、福岡市に幼稚園「平尾愛児園」を開設。
1935年（昭和10年）1月7日、福岡県大刀洗町に「聖テレジア幼稚園」を開設。
1936年（昭和11年）4月5日、佐賀県松浦郡呼子で愛苦会より「呼子託児所」を受け継ぐ。
1937年（昭和12年）4月1日、馬渡愛苦会運営の「育児所・託児所」を継承する。
1939年（昭和14年）、京都に「下築山愛児園」を京都に開設。
1940年（昭和15年）10月、紫野門前町支部に「託児所」を併設。
1941年（昭和16年）4月1日、ジュステン神父の依頼により、朝鮮半島大興の「大興幼稚園」に姉妹派遣。
同年同月、京都府宮津町万年新地の「宮津暁星幼稚園」をルイ・ルラーブ神父より引き継ぐ。
1942年（昭和17年）4月、福岡の「大濠幼稚園」を聖アンナ修道会から継承する。
1944年（昭和19年）4月23日、福岡市に「聖母愛児園」養護施設開園。また、愛徳姉妹会から「マリアの園」を継承。
1945年（昭和20年）1月、鎌倉腰越のモンタナ修道院において「腰越戦時保育園」開園。
1946年（昭和21年）3月、暁星女子商業学校及び日星高等女学校に関する「財団法人聖ヨゼフ学園」を設立。
同年4月、腰越保育園を「聖母園」と改称。これはモンタナ幼稚園の前身となる。また、大濠修道院で戦災孤児を収容。愛児園から保育園に変わる。
1947年（昭和22年）4月10日、日星高等女学校が「日星中学校」となる。
1948年（昭和23年）4月、暁星高等女学校が、学校再編成により「暁星高等学校」となる。
同年12月、学校再編成により「日星高等学校」設立認可される。
1951年（昭和26年）3月、財団法人聖ヨゼフ学園から「学校法人聖ヨゼフ学園」に変更。
1952年（昭和27年）5月1日、三田カトリック教会付属幼稚園に姉妹派遣。
1955年（昭和30年）2月10日、腰越で終戦後聖母園であった施設について「モンタナ幼稚園」として園舎新築。
同年、「藤枝カトリック聖母幼稚園」に姉妹派遣。また、「小さき花の幼稚園」に姉妹派遣。
1956年（昭和31年）、長野県岡谷市の「岡谷聖母幼稚園」に姉妹派遣。
同年10月、大濠に「聖母愛児保育園」を開園。
同年12月、養護施設「聖母愛児園」を閉鎖。
1957年（昭和32年）2月1日、宗教法人より移行し、「学校法人モンタナ学園」設立。
1958年（昭和33年）、静岡県岡部町の「岡部カトリック聖母幼稚園」に姉妹派遣。
1962年（昭和37年）9月、茂原聖マリア幼稚園に姉妹派遣。
1963年（昭和38年）3月、釧路のカトリック聖母幼稚園に姉妹派遣。
同年4月、京都カトリック保育園を京都教区から継承。
1966年（昭和41年）9月、東京都大田区山王の「みこころ幼稚園」を買い取り継承。
1967年（昭和42年）4月、日星高等学校に衛生看護科を併設。
同年、静岡県藤枝市「岡部聖マリア保育園」に姉妹派遣。
1970年（昭和45年）4月6日、長崎県佐世保市に「相浦聖母幼稚園」開園。
1980年（昭和55年）4月、宮城県角田市の角田教会内の幼稚園に勤務。
1984年（昭和59年）4月、和歌山県海南市の「海南マリア幼稚園」に姉妹派遣。
1986年（昭和61年）4月、大濠修道院所属の「二日市幼稚園」に姉妹派遣。
1989年（平成元年）4月、京都府舞鶴市の天台修道院にて梅澤夫妻を中心に「聖母の小さな学校」開校準備。
1991年（平成3年）7月1日、カトリック京都保育園を京都教区に移管。
1992年（平成4年）3月、熊本県本渡市「本渡カトリックみこころ幼稚園」に姉妹派遣。
1993年（平成5年）4月1日、学校法人聖ヨゼフ学園理事長、信徒に交代。
1999年（平成11年）3月31日、本渡カトリックみこころ幼稚園への姉妹派遣終了。同年4月1日、大濠幼稚園を「大濠聖母幼稚園」と改称する。

## 医療
1933年（昭和8年）4月、福岡県小倉市に「聖心の施療院」開所。
1935年（昭和10年）4月14日、福岡県行橋市に「新田原診療所」開設。これは新田原聖母病院の前身となる。
1942年（昭和17年）10月15日、滋賀県草津町の「草津療養所」の開設計画と建築をメリノール会から正式に継承し続行する。
1943年（昭和18年）2月8日、「草津療養所」開設。
1946年（昭和21年）10月14日、横須賀市に「聖ヨゼフ病院」開設。
1947年（昭和22年）4月30日、「聖ヨゼフ病院付属看護婦養成所」併設。
同年5月、舞鶴市に「舞鶴聖母診療所」開所。
1949年（昭和24年）、舞鶴聖母診療所をレデンプトール会に譲渡する。
1967年（昭和42年）草津療養所を「草津病院」と改称する。
1971年（昭和46年）4月1日、大船に「聖ヨゼフクリニック」を開設。
1983年（昭和58年）8月、聖ヨゼフクリニック閉鎖。
1986年（昭和61年）、聖ヨゼフ病院付属看護婦養成所閉鎖。
1991年（平成3年）草津病院閉鎖。
1993年（平成5年）12月31日、新田原聖母病院を医療法人敬愛会に移管。

## 高齢者福祉
1965年（昭和40年）2月1日、「鎌倉市七里が浜特別養護老人ホーム」開設。神奈川県より社会福祉法人聖母訪問会あて経営委託される。
1970年（昭和45年）11月1日、「特別養護老人ホーム寿荘」をレデンプトリスチン修道会から依頼され継承する。
1991年（平成3年）7月、特別養護老人ホーム寿荘を社会福祉法人真愛の家に移管する。
1998年（平成10年）4月1日、七里が浜特別養護老人ホームが神奈川県委託事業から社会福祉法人聖母訪問会に全面譲渡される。

## 障害者福祉
1970年（昭和45年）4月10日、聖テレジア病院敷地内に「社会福祉法人小さき花の園」重症心身障害者施設が開設。